# Parasuta dwyeri
Parasuta dwyeri là một loài rắn trong họ Rắn hổ. Loài này được Worrell mô tả khoa học đầu tiên năm 1956.

## Hình ảnh

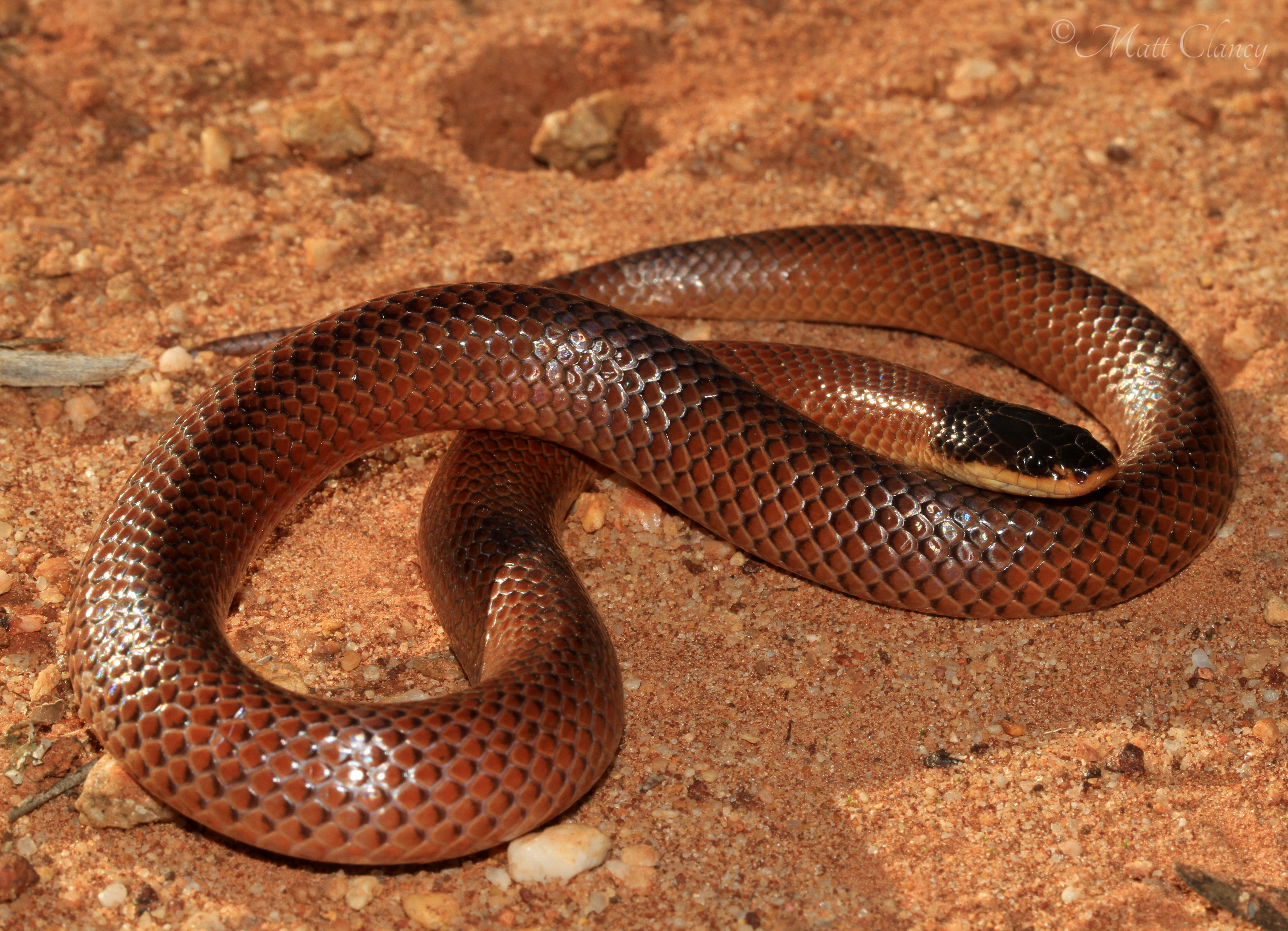
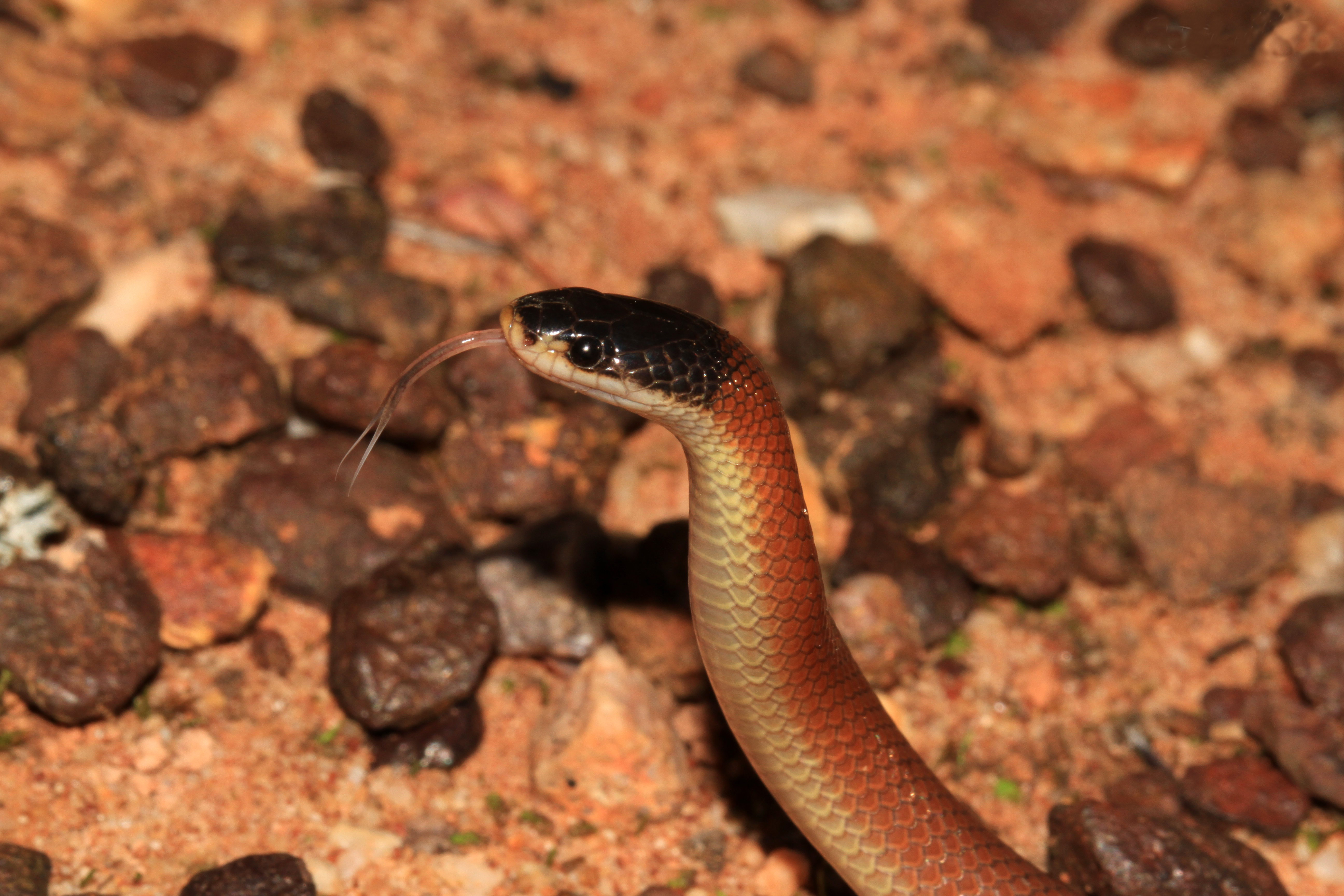
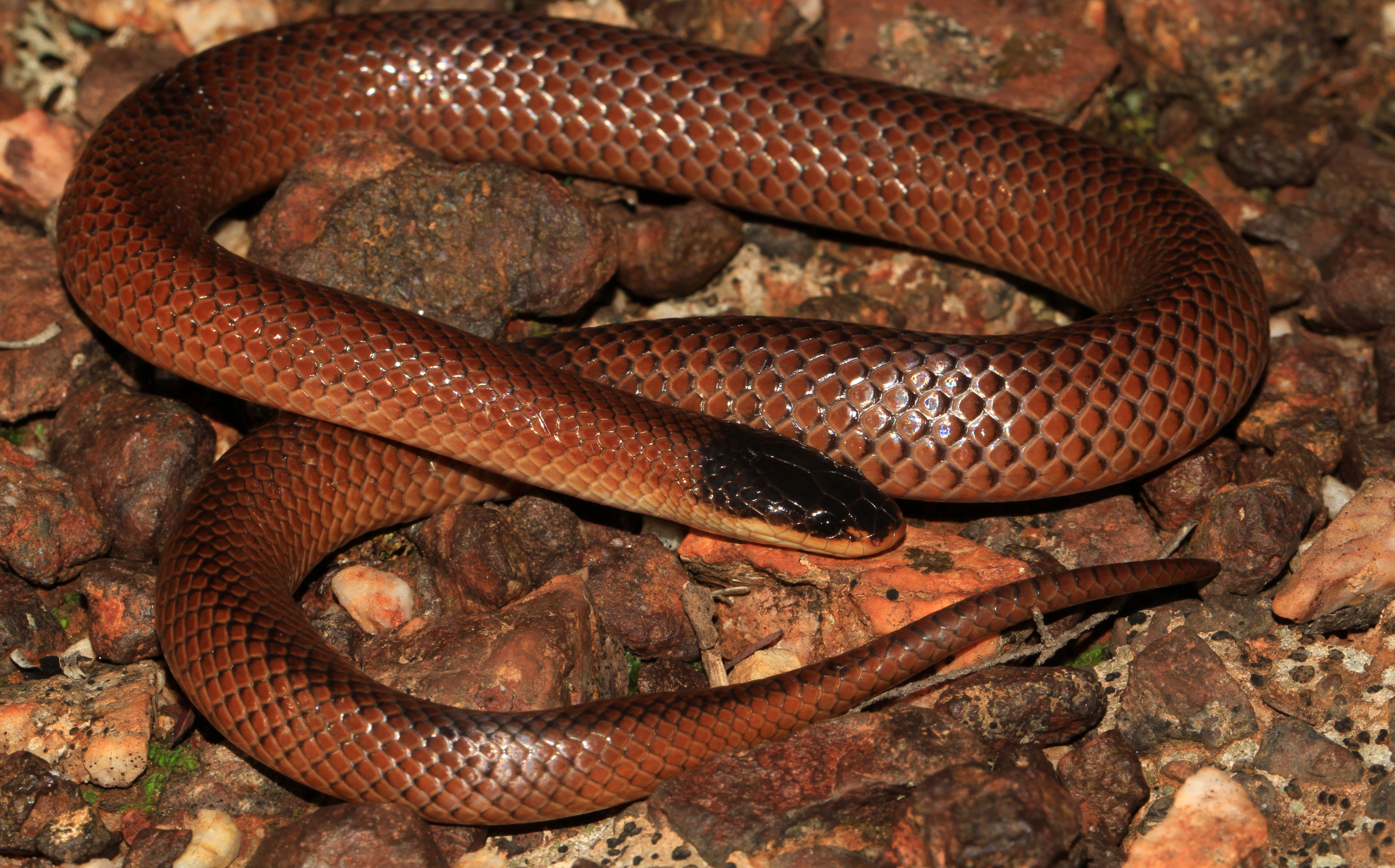
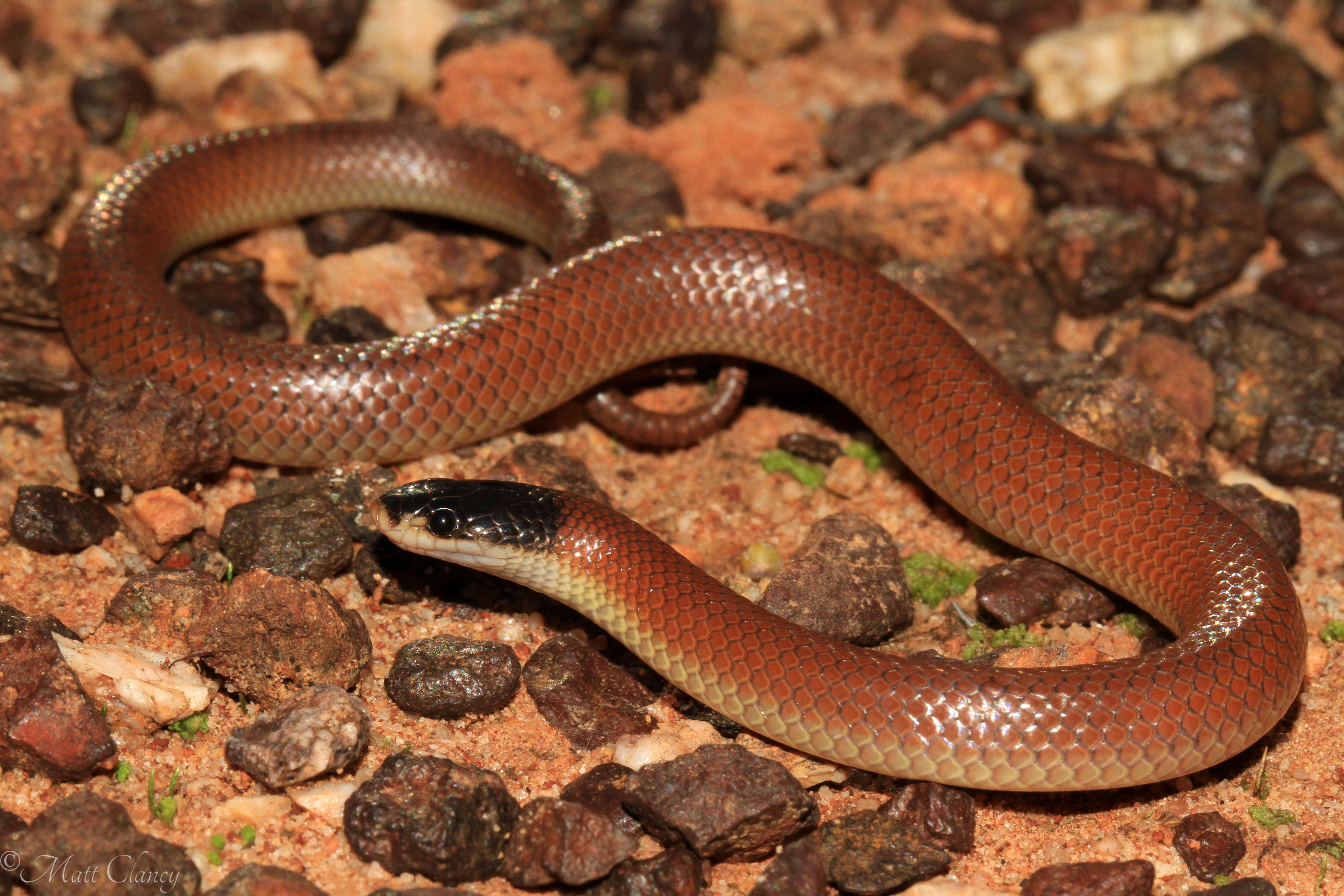